# Nozura-dōrō
Nozura-dōrō of Nodzura tōrō (野面灯籠, 野面灯篭) zijn Japanse (tōrō) platformlantaarns van ruwe en ongepolijste stenen in tegenstelling tot de overige stenen lantaarns (ishi-dōrō). Om decoratieve redenen is het polijsten achtewege gebleven.

## Toepassing
In parken en bij theeceremonies begon de toepassing en verdere ontwikkeling van stenen lantaarns en de waardering voor toepassing in de Japanse tuincultuur. De tuinlantaarns (niwa dōrō, 庭燈籠) zijn gewoonlijk stenen lantaarns en het gebruik er van begon in de Azuchi-Momoyama-periode. Bij de stenen lantaarns komen vooral de granieten voor. Er is dan meestal hoogstens één lantaarn aanwezig in een tuin. Nozura-dōrō paste dan goed vooral in een mos-tuin (nihon teien) door de spontane begroeiing van de ruwe stenen met mos. Enkele typen zijn de berglantaarn (yama tōrō, 山灯篭) en de spooklantaarn (baketōrō, 化け灯篭).

Nozura-dōrō - ruw-stenen lantaarns
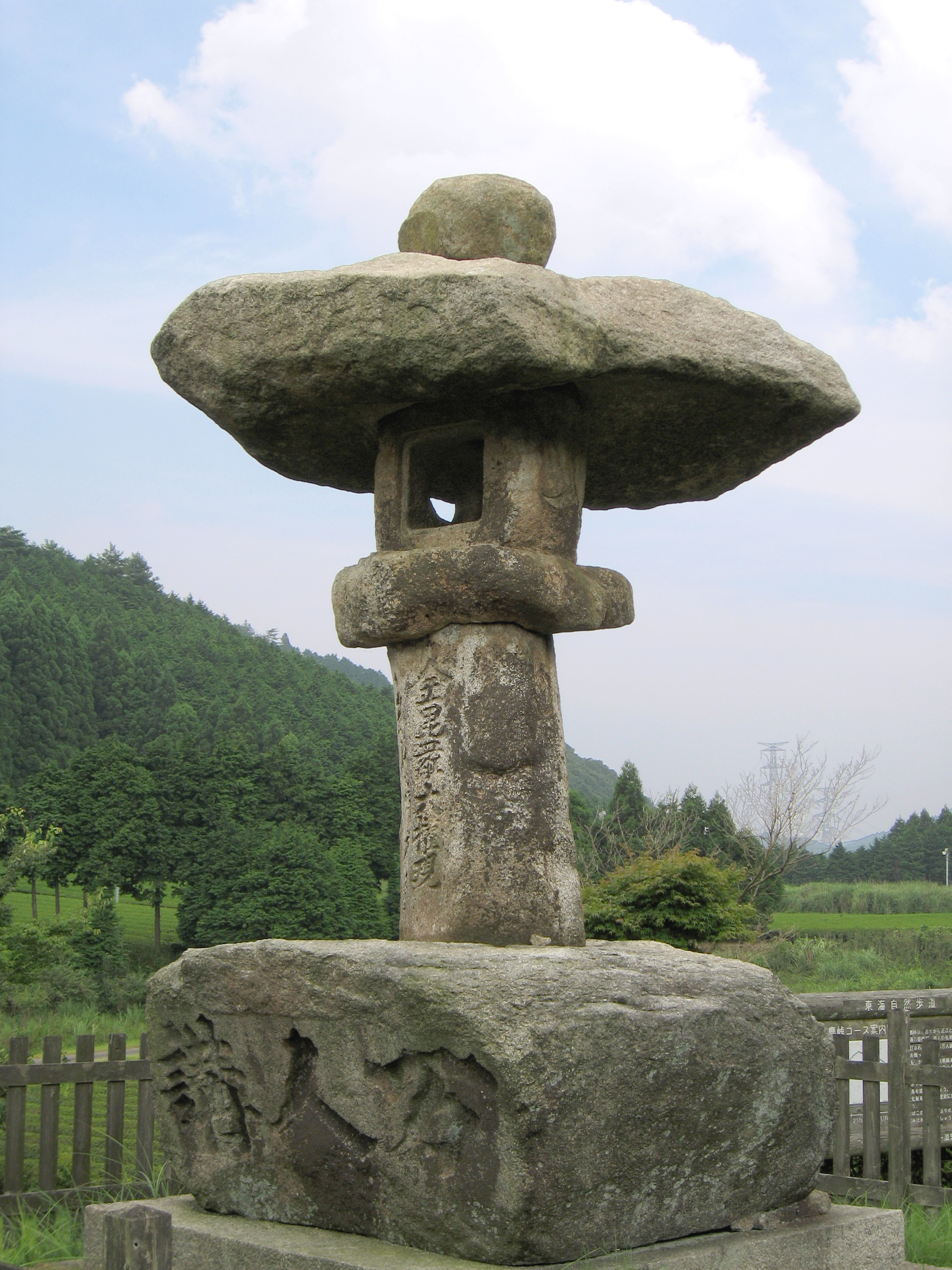
Manninkō-Jōyatō (een stenen lantaarn bij Suzuka Pass, Tōkaidō)
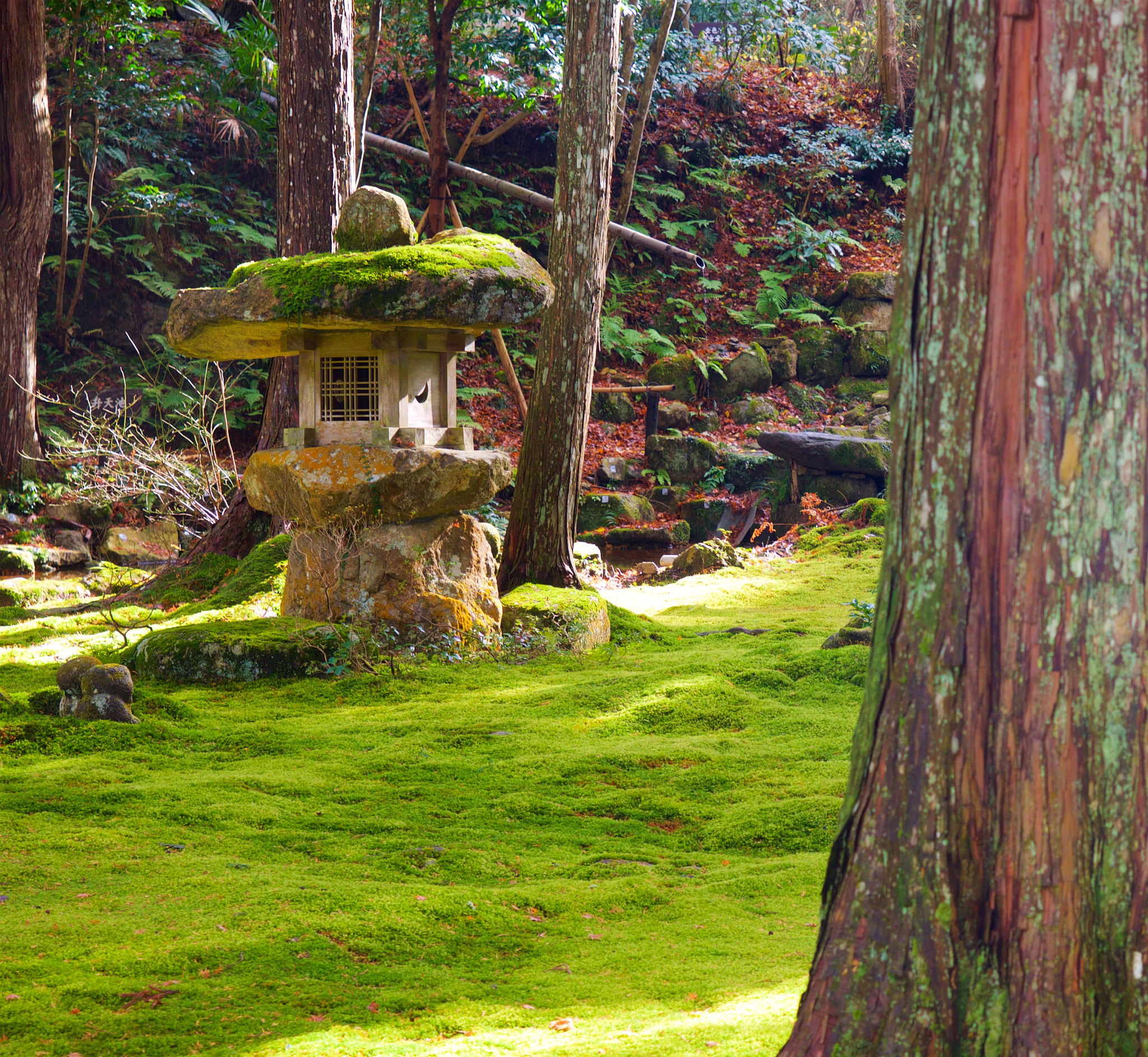
Nozura-dōrō in een mostuin
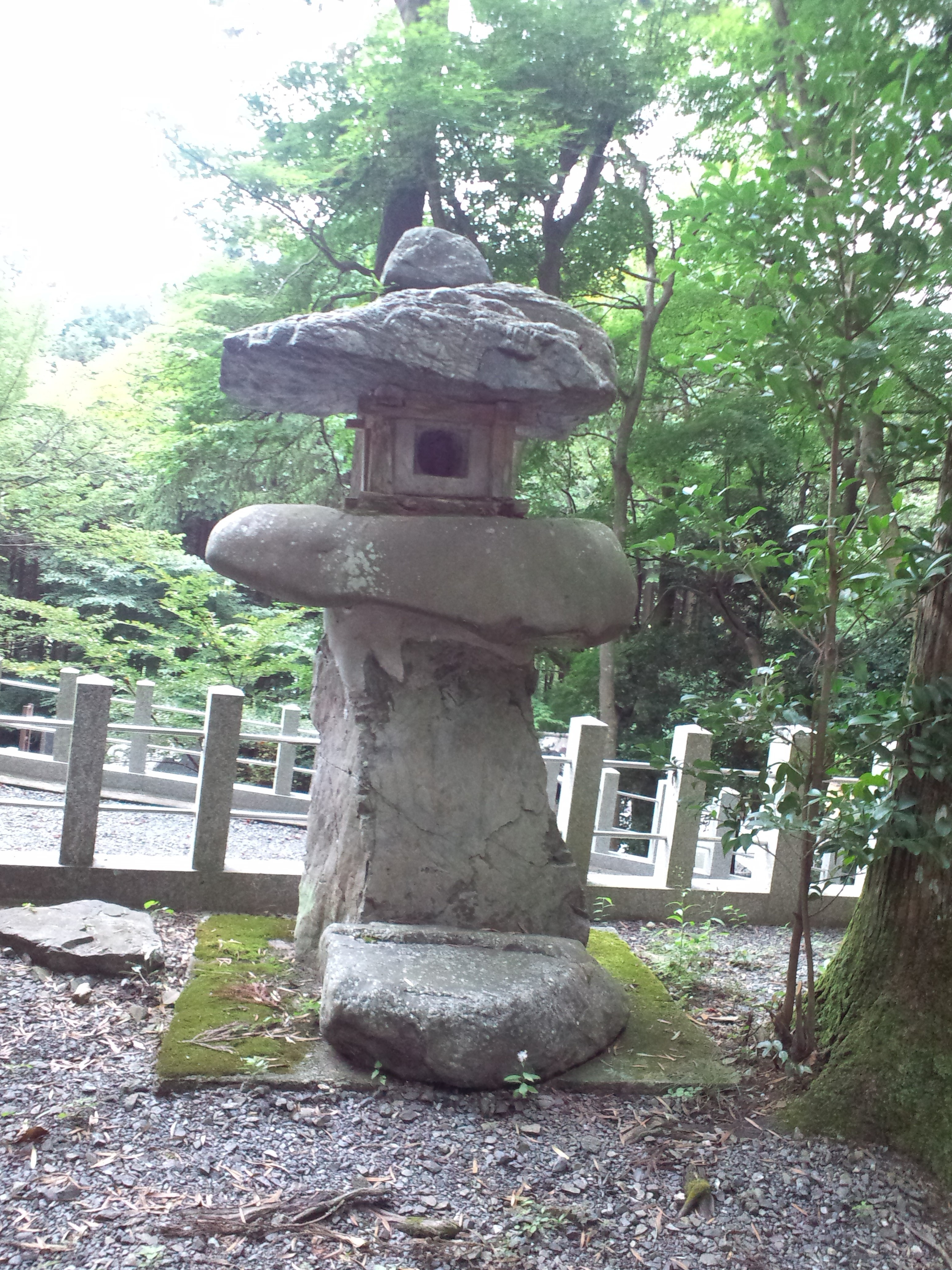
Nozura-dōrō bij Atago-jinja
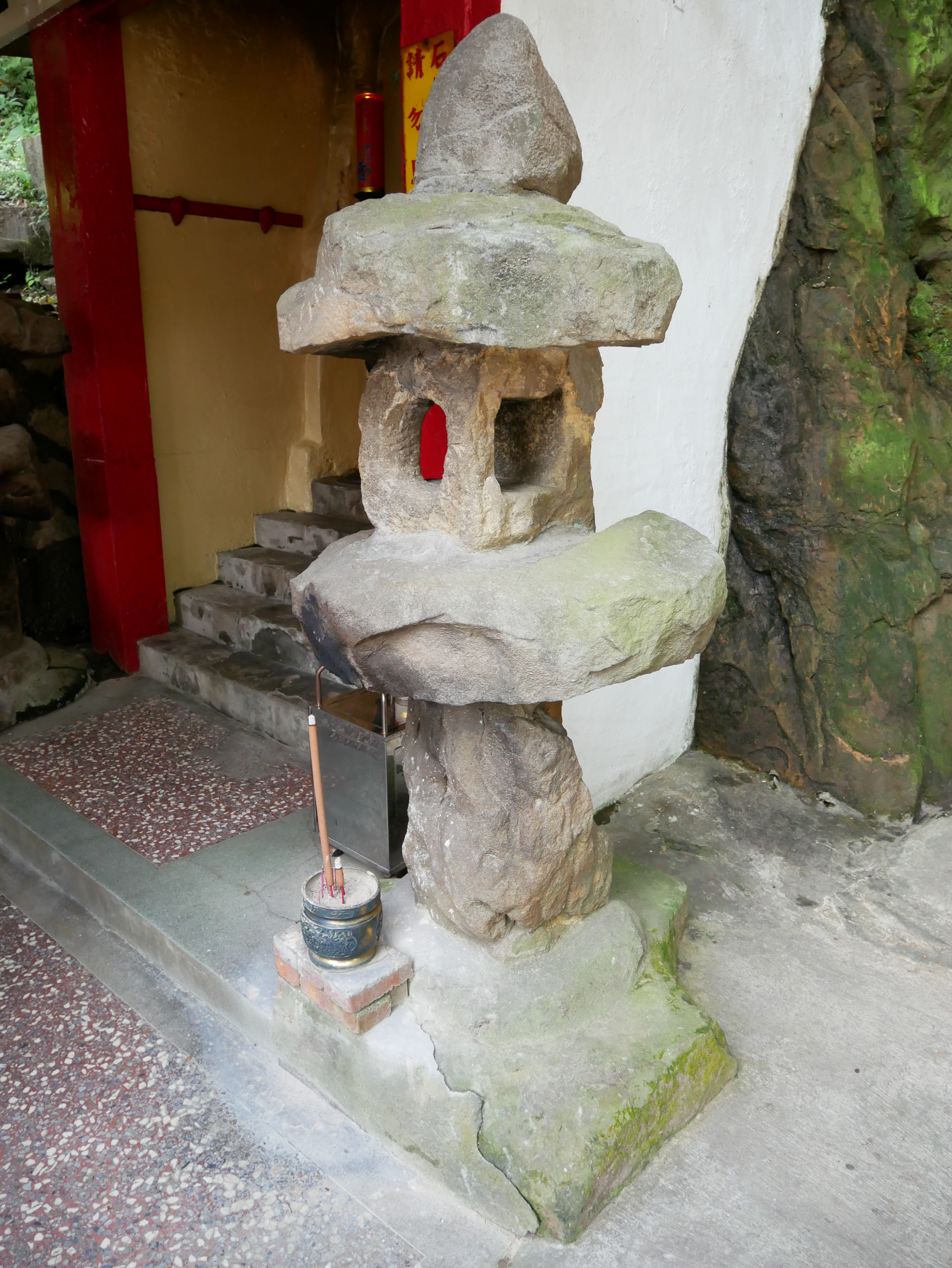
Lantaarn bij de Fudo Mingwang-grotten van Beitou (Taipei, Taiwan)
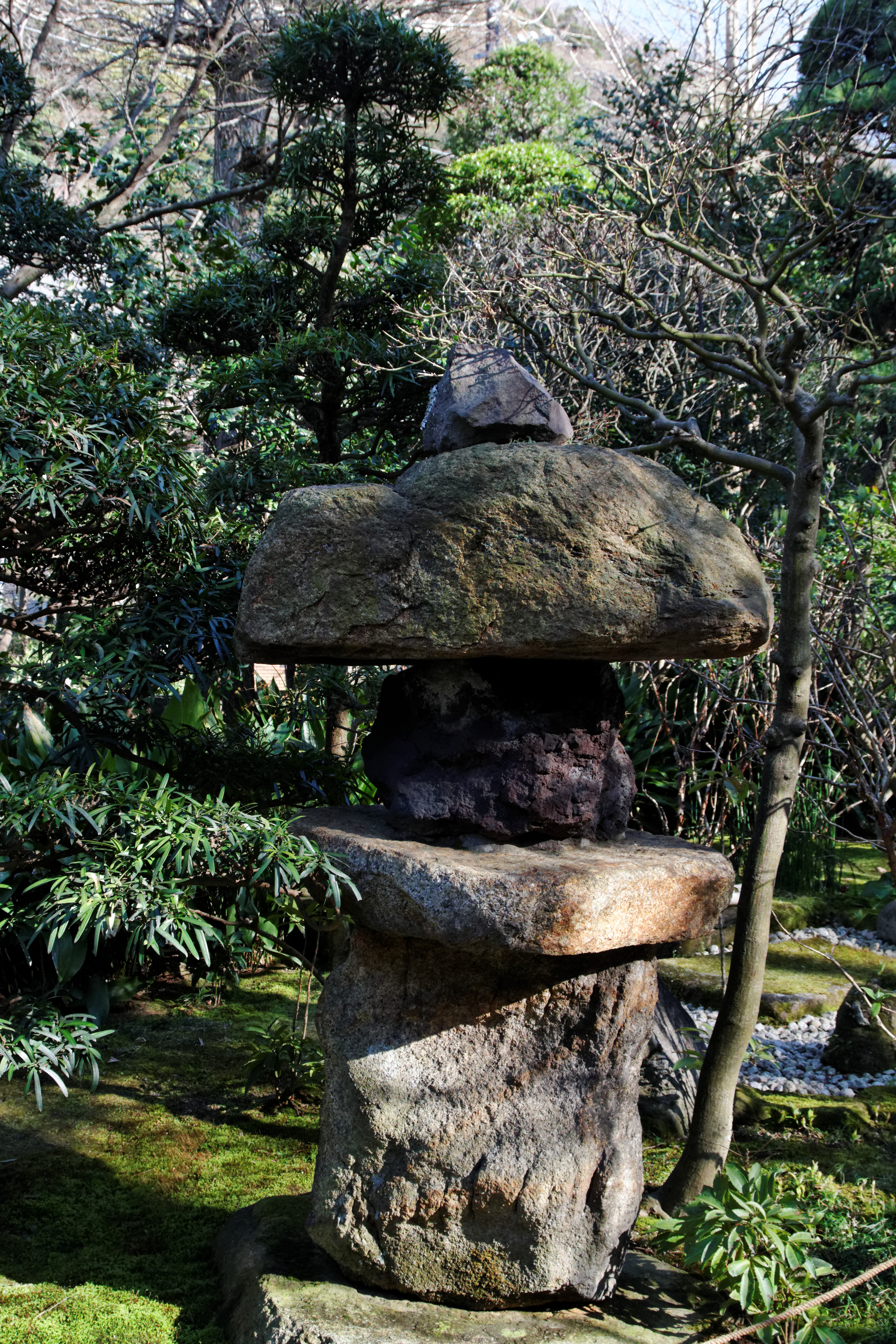
Kamakura

| Traditionele lantaarns in Japan, hoofdgroepen. | Traditionele lantaarns in Japan, hoofdgroepen. | Traditionele lantaarns in Japan, hoofdgroepen. | Traditionele lantaarns in Japan, hoofdgroepen. | Traditionele lantaarns in Japan, hoofdgroepen. | Traditionele lantaarns in Japan, hoofdgroepen. |
| Onderdelen tōrō                                | Onderdelen tōrō                                | Onderdelen tōrō                                | Traditionele materialen                        | Traditionele materialen                        | Traditionele materialen                        |
| ---------------------------------------------- | ---------------------------------------------- | ---------------------------------------------- | ---------------------------------------------- | ---------------------------------------------- | ---------------------------------------------- |
| platform, sokkel                               | schacht, zuil                                  | opmerkingen                                    | steen ↓ Ishi-dōrō ↓                            | metaal ↓ Kana dōrō ↓                           | hout, bamboe                                   |
| kiso, dai, jirin                               | sao                                            | \| plat- form- lan- taarns \| → Dai-dōrō → \|  | Tachigata tōrō                                 | Kinzoku tōrō                                   | Mokusei tōrō                                   |
| kiso, dai, jirin                               | sao                                            | \| plat- form- lan- taarns \| → Dai-dōrō → \|  | Nozura-dōrō                                    | Kinzoku tōrō                                   | Mokusei tōrō                                   |
| –                                              | ingegraven                                     | schachtlantaarns                               | Ikekomigata tōrō                               | …                                              | Mokusei tōrō                                   |
| → 1-6 benen                                    | → 1-6 benen                                    | kasa groot                                     | Yukimigata tōrō                                | …                                              | Andon Bonbori Chōchin                          |
| –                                              | –                                              |                                                | Okigata tōrō                                   | Tsurigata tōrō                                 | Andon Bonbori Chōchin                          |
| aangepaste pagode (tō)                         | aangepaste pagode (tō)                         | aangepaste pagode (tō)                         | Tōgata tōrō                                    | Tōgata tōrō                                    | Andon Bonbori Chōchin                          |
| plat- form- lan- taarns                        | → Dai-dōrō →                                   |                                                |                                                |                                                |                                                |